# باول دوسيت
باول دوسيت هو ممثل كندي، ولد في 1970 في مونتريال في كندا.

## أعمال

### أفلام
- (2004) متنزه ويكر[3]

## وصلات خارجية
- باول دوسيت على موقع IMDb (الإنجليزية)
- باول دوسيت على موقع ألو سيني (الفرنسية)
- باول دوسيت على موقع أول موفي (الإنجليزية)
- باول دوسيت على موقع قاعدة بيانات الفيلم (الإنجليزية)
- باول دوسيت على موقع كينوبويسك (الروسية)